# 東経150度線

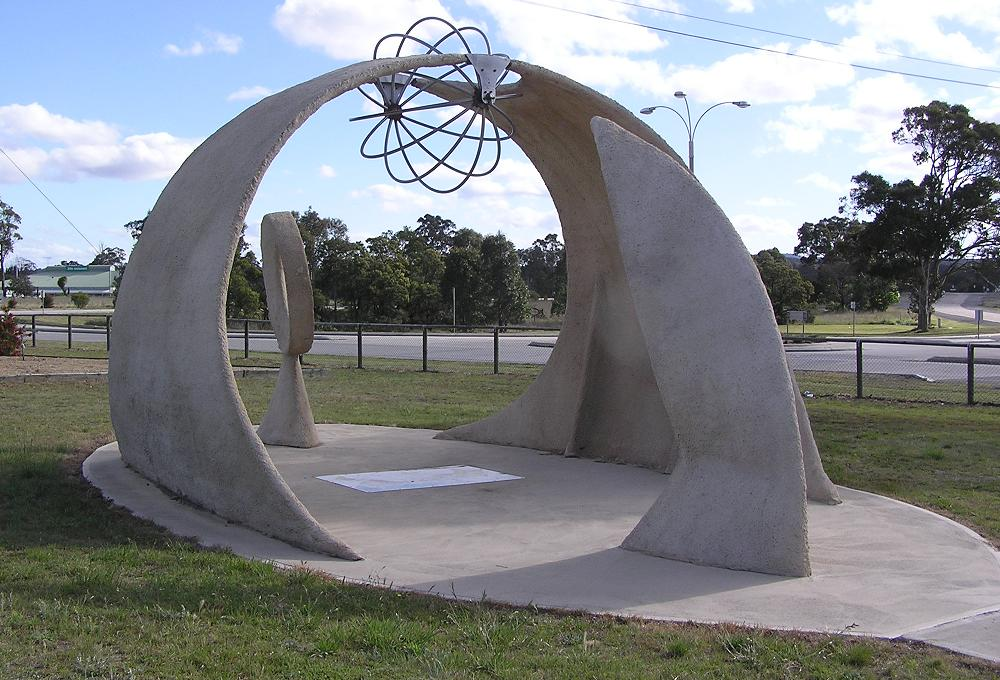
ニューサウスウェールズ州マルランの東経150度モニュメント

東経150度線（とうけい150どせん）は、本初子午線面から東へ150度の角度を成す経線である。北極点から北極海、アジア、太平洋、オーストラレーシア、南極海、南極大陸を通過して南極点までを結ぶ。東経150度線は、西経30度線と共に大円を形成する。

## 通過する地域一覧
東経150度線は、北極点から南極点まで南に向かって以下の場所を通っている。
| 地理座標                                               | 国土・領土・領海   | 備考 |
| ------------------------------------------------------ | ------------------ | --- |
| 北緯90度0分 東経150度0分 / 北緯90.000度 東経150.000度  | 北極海             | |
| 北緯76度46分 東経150度0分 / 北緯76.767度 東経150.000度 | 東シベリア海       | |
| 北緯75度12分 東経150度0分 / 北緯75.200度 東経150.000度 | ロシア             | ノバヤ・シビリ島（英語版）                                                                                             |
| 北緯74度48分 東経150度0分 / 北緯74.800度 東経150.000度 | 東シベリア海       | |
| 北緯71度59分 東経150度0分 / 北緯71.983度 東経150.000度 | ロシア             | |
| 北緯59度41分 東経150度0分 / 北緯59.683度 東経150.000度 | オホーツク海       | |
| 北緯46度2分 東経150度0分 / 北緯46.033度 東経150.000度  | 千島列島           | 得撫島（ ロシアが実効支配）                                                                                            |
| 北緯45度49分 東経150度0分 / 北緯45.817度 東経150.000度 | 太平洋             | |
| 北緯8度54分 東経150度0分 / 北緯8.900度 東経150.000度   | ミクロネシア連邦   | ナモヌイト環礁 |
| 北緯8度33分 東経150度0分 / 北緯8.550度 東経150.000度   | 太平洋             | |
| 南緯1度40分 東経150度0分 / 南緯1.667度 東経150.000度   | パプアニューギニア | エミラウ島 |
| 南緯1度41分 東経150度0分 / 南緯1.683度 東経150.000度   | 太平洋             | ビスマルク海 |
| 南緯2度27分 東経150度0分 / 南緯2.450度 東経150.000度   | パプアニューギニア | ニューハノーバー島 |
| 南緯2度31分 東経150度0分 / 南緯2.517度 東経150.000度   | 太平洋             | ビスマルク海 |
| 南緯5度8分 東経150度0分 / 南緯5.133度 東経150.000度    | パプアニューギニア | ニューブリテン島 |
| 南緯6度18分 東経150度0分 / 南緯6.300度 東経150.000度   | ソロモン海         | |
| 南緯9度38分 東経150度0分 / 南緯9.633度 東経150.000度   | パプアニューギニア | ニューギニア島 |
| 南緯9度44分 東経150度0分 / 南緯9.733度 東経150.000度   | ソロモン海         | グッドイナフ湾 |
| 南緯10度5分 東経150度0分 / 南緯10.083度 東経150.000度  | パプアニューギニア | ニューギニア島 |
| 南緯10度36分 東経150度0分 / 南緯10.600度 東経150.000度 | 太平洋             | 珊瑚海 — コーラル・シー諸島・ウィリス島（英語版）（南緯16度17分 東経149度58分 / 南緯16.283度 東経149.967度）の東を通過 |
| 南緯22度6分 東経150度0分 / 南緯22.100度 東経150.000度  | オーストラリア     | クイーンズランド州 ニューサウスウェールズ州（北緯28度35分 東経150度0分 / 北緯28.583度 東経150.000度から）              |
| 南緯36度41分 東経150度0分 / 南緯36.683度 東経150.000度 | 太平洋             | |
| 南緯37度9分 東経150度0分 / 南緯37.150度 東経150.000度  | オーストラリア     | ニューサウスウェールズ州 — グリーン岬（英語版）                                                                        |
| 南緯37度15分 東経150度0分 / 南緯37.250度 東経150.000度 | 太平洋             | |
| 南緯60度0分 東経150度0分 / 南緯60.000度 東経150.000度  | 南極海             | |
| 南緯68度26分 東経150度0分 / 南緯68.433度 東経150.000度 | 南極大陸           | オーストラリア南極領土 - オーストラリアが領有権主張                                                                    |